# Dalls schaap
Het Dalls schaap (Ovis dalli) of dunhoornschaap is een wilde schapensoort die voorkomt in de noordwestelijke gebergtes van Noord-Amerika. 

## Kenmerken
De kleur van de vacht varieert van wit tot lichtbruin. De schapen hebben naar achter gebogen geelbruine hoorns, bij de mannetjes groot en gekruld, in tegenstelling tot de kleinere en zwak gekrulde hoorns van vrouwtjes.

## Leefwijze
Tijdens de zomer is er volop voedsel voor de schapen, zodat ze zich te goed doen aan een grote variatie planten. In de winter is er veel minder voedsel te vinden en eten ze vooral mos en bevroren gras.

## Vijanden
De natuurlijke vijanden zijn vooral wolven, grizzlyberen, coyotes en zwarte beren. Voor de lammeren is ook de steenarend een bedreiging.

## Voortplanting
Mannetjes leven in kleine groepen en komen bijna nooit in contact met groepen vrouwtjes. Alleen in paringstijd - eind november tot begin december - komen ze bij elkaar. Lammeren worden geboren in mei en een vrouwtje krijgt meestal maar één lam per geboorte.

## Verspreiding
Het Dalls schaap komt voor in subarctische gebergtes van Alaska, Yukon, Mackenzie gebergte, het westen van de Northwest Territories en het noorden van Brits-Columbia. Ze begeven zich veelal op droog gebied en blijven in de buurt van hellingen met een ruige ondergrond. Hier kunnen ze gemakkelijker ontsnappen aan roofdieren.

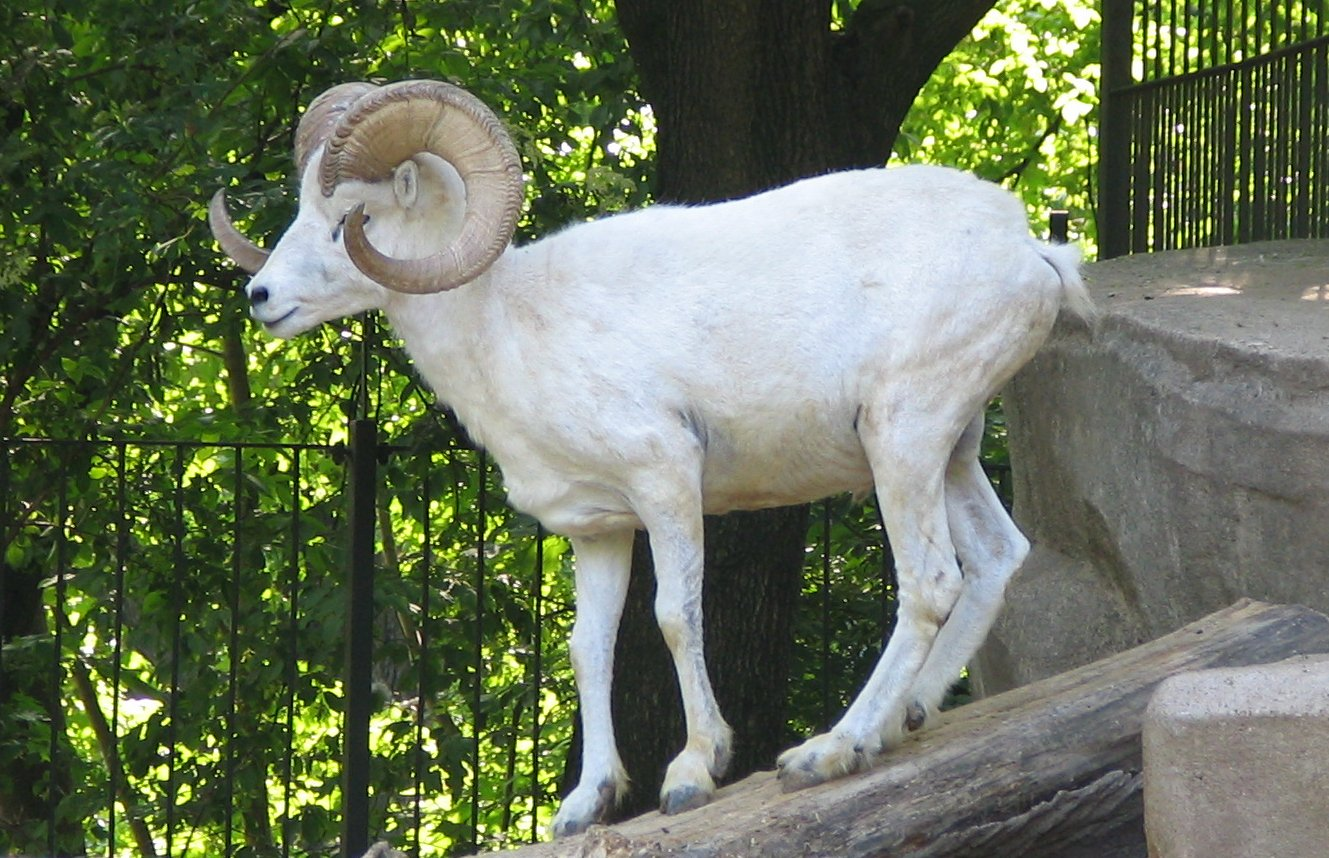
Dalls schaap